# Сив хипоколиус
Сивите хипоколиуси (Hypocolius ampelinus), наричани също копринаркови сврачки, са вид средноголеми птици от разред Врабчоподобни (Passeriformes), единствен представител на род Hypocolius и семейство Hypocoliidae.
Разпространени са в полупустинни области на Югозападна Азия, обикновено в близост до източници на вода. Достигат 19 – 21 сантиметра на дължина, а на цвят са предимно сиви и сивокафяви, като мъжките имат характерни триъгълни петна около очите. Хранят се главно с плодове, понякога насекоми, които търсят по клоните на храсти и дървета, като рядко кацат на земята.